# Moquel
Moquel är en ort i Mexiko.   Den ligger i kommunen Champotón och delstaten Campeche, i den östra delen av landet, 900 km öster om huvudstaden Mexico City. Moquel ligger 6 meter över havet och antalet invånare är 695.
Terrängen runt Moquel är platt. Runt Moquel är det glesbefolkat, med 11 invånare per kvadratkilometer. Närmaste större samhälle är Champotón, 5,6 km väster om Moquel. Omgivningarna runt Moquel är en mosaik av jordbruksmark och naturlig växtlighet.